# Seznam argentinskih fotomodelov
Seznam argentinskih fotomodelov.

## A
- Carolina Ardohain ("Pampita")

## C
- Norma Gladys Cappagli

## D
- Yamila Díaz Rahí

## G
- Lorena Giaquinto
- Julián Gil

## H
- Analia Hounie

## L
- Romina Lanaro

## M
- Mirta Teresita Massa
- Valeria Mazza

## R
- Inés Rivero

## S
- Liz Solari
- Daniela Stucan
- Silvana Súarez

## T
- Tini (Martina Stoessel)

## U
- Daniela Urzi